# Agi Bagi
Az Agi Bagi 2015-ben bemutatott lengyel televíziós 3D-s számítógépes animációs sorozat. A műsor alkotói Tomasz Niedźwiedź és Bartosz Słomka, a történet pedig a címszereplő bolygón játszódik, melynek két oldala van, amin két különböző nemzet osztozik. 
A sorozatot Lengyelországban a JimJam adta 2015. és 2018. között,  Magyarországon szintén a JimJam mutatta be 2015. április 1-jén, majd 2016. augusztus 30-án az M2 is műsorra tűzte.

## Cselekmény
Valahol a világűr mélyén található egy aprócska bolygó, az Agi Bagi, aminek különlegessége, hogy két különböző oldalból áll össze: Agiból és Bagiból. A bolygó egyik felén élnek a zöld agingák, a másikon az aprócska, lila bagingák. Mindkét oldal rendelkezik egy-egy vezetővel és sajátos ökoszisztémával, aminek igyekeznek gondját viselni. Ebbe rondít bele néha Gadzina, a mohó kis lény, aki gyakran akaratán kívül okoz galibát a két fajnak, akik igyekeznek azt helyrehozni. A műsor emellett tanító jelleggel igyekszik a gyerekeket is okítani a környezetvédelem fontosságával kapcsolatban.

## Magyar hangok
- Markovics Tamás – Narrátor
- Bertalan Ágnes – Narrátor
- Joó Gábor – Bodzio
- Gubányi György István – Agingák főnöke
- Vári Attila – Ziby
- Mezei Kitty
- Haffner Anikó – Bagingák főnöke
- Csuha Borbála
- Hermann Lilla
- Fellegi Lénárd

## Epizódok

### 1. évad
| #   | Magyar cím          | Eredeti cím         | Magyar premier (m2) |
| --- | ------------------- | ------------------- | ------------------- |
| 1.  | Álmos napocska      | Zaspane Słonko      | 2016. augusztus 30. |
| 2.  | A gyümölcs          | Owocek              | 2016. augusztus 30. |
| 3.  | A pajkos széll      | Psotny wiatr        | 2016. augusztus 31. |
| 4.  | A szemétdomb        | Stos odpadków       | 2016. augusztus 31. |
| 5.  | Színes eső          | Kolorowy deszcz     | 2016. szeptember 1. |
| 6.  | Az új erdő          | Nowy lasek          | 2016. szeptember 1. |
| 7.  | Gadzina és a termés | Korytarze Gadziny   | 2016. szeptember 2. |
| 8.  | Az elveszett tojás  | Zagubione jajo      | 2016. szeptember 2. |
| 9.  | Apály és dagály     | Susza i powódź      | 2016. szeptember 5. |
| 10. | A főnök száz fája   | Sto drzew Wodza     | 2016. szeptember 5. |
| 11. | Ki zümmög?          | Gdzie są pszczółki? | 2016. szeptember 6. |
| 12. | Hullócsillag        | Spadająca gwiazda   | 2016. szeptember 6. |
| 13. | A nagy zaj          | Wielki hałas        | 2016. szeptember 7. |

### 2. évad
| #   | #   | Magyar cím           | Eredeti cím                     | Magyar premier(m2) |
| --- | --- | -------------------- | ------------------------------- | ------------------ |
| 14. | 1.  | A Hold               | Księżyc                         | 2017. június 2.    |
| 15. | 2.  | A magok              | Chwasty                         | 2017. június 2.    |
| 16. | 3.  | A buborékár          | Bąbelkowa plaga                 | 2017. június 5.    |
| 17. | 4.  | Kicsik és nagyok     | Od dużego do małego             | 2017. június 5.    |
| 18. | 5.  | Gadzina repül        | Gadzina uczy się latać          | 2017. június 6.    |
| 19. | 6.  | A levélszörf verseny | Zawody w surfowaniu na liściach | 2017. június 6.    |
| 20. | 7.  | Bogyók és gombák     | Jagody i grzybki                | 2017. június 7.    |
| 21. | 8.  | A Nap ereje          | Każdy chce do Słońca            | 2017. június 7.    |
| 22. | 9.  | Ki vagyok én?        | Co ja tutaj robię?              | 2017. június 8.    |
| 23. | 10. | Muszkli énekel       | Nauka śpiewu                    | 2017. június 8.    |
| 24. | 11. | Vitaminok            | Skąd się biorą witaminki?       | 2017. június 9.    |
| 25. | 12. | A másik oldal        | Co jest po drugiej stronie      | 2017. június 9.    |
| 26. | 13. | A főnök szobra       | Urodzinowy pomnik Wodza         | 2017. június 12.   |